# Dracula pusilla
Dracula pusilla är en orkidéart som först beskrevs av Robert Allen Rolfe, och fick sitt nu gällande namn av Carlyle August Luer. Dracula pusilla ingår i släktet Dracula och familjen orkidéer. Inga underarter finns listade i Catalogue of Life.

## Bildgalleri

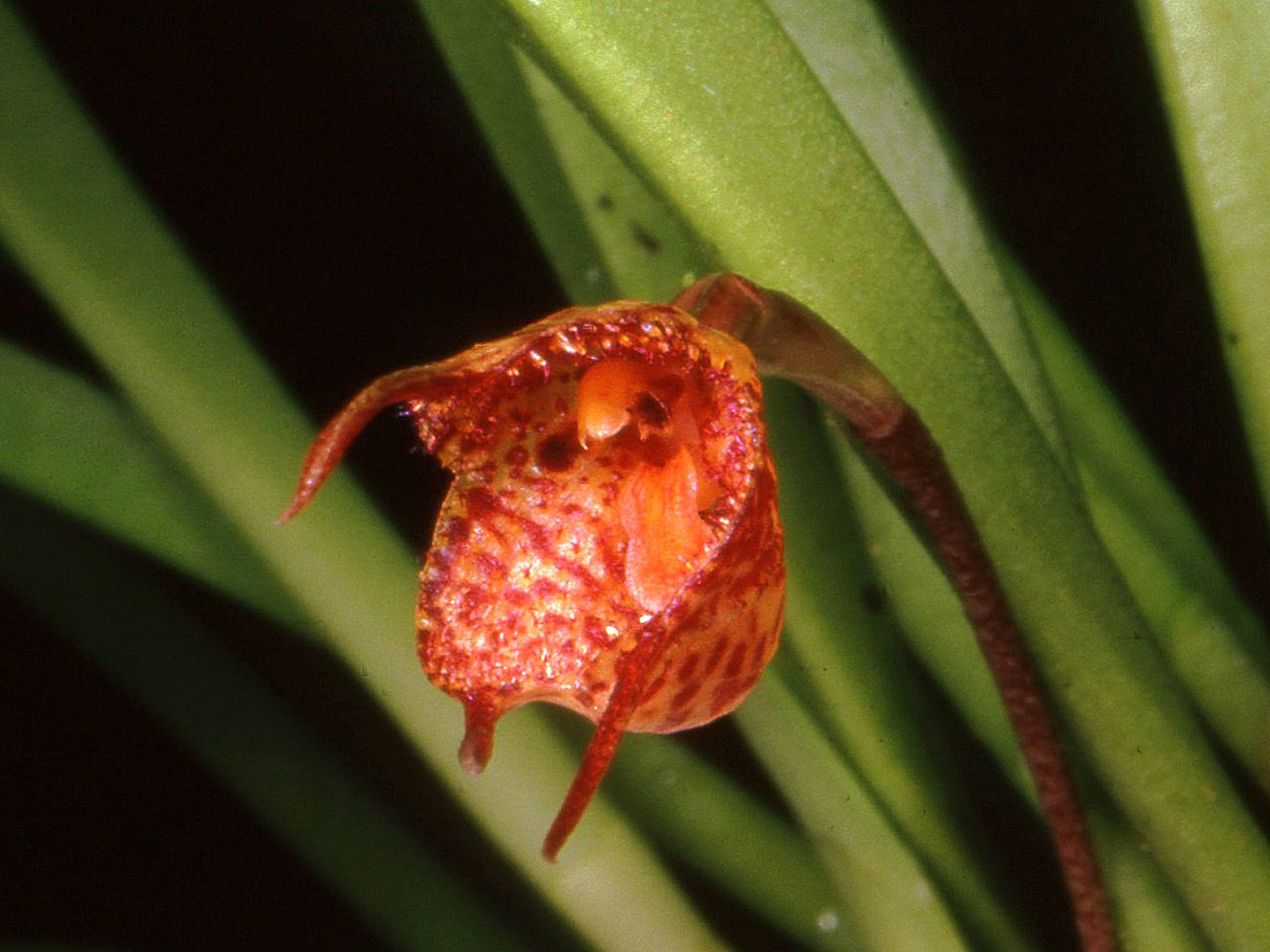
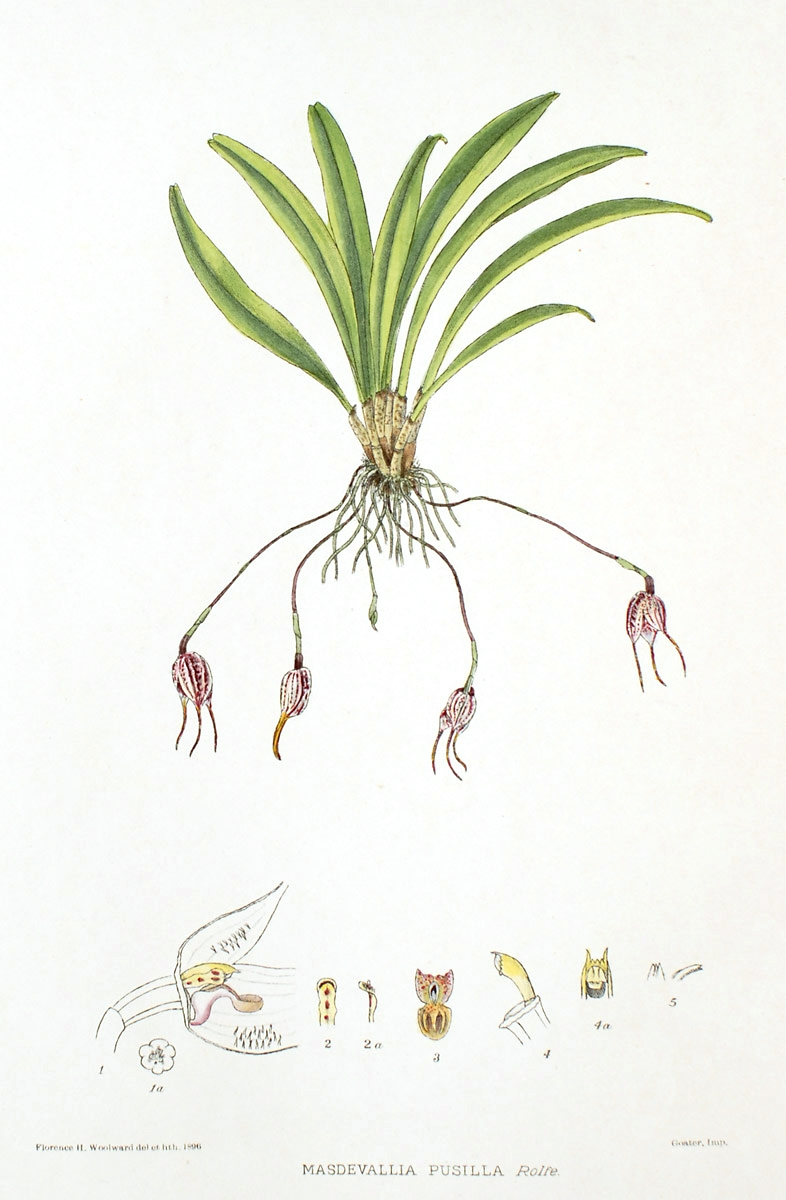